# Низкий (остров, Алеутские острова)
Низкий (англ. Nizki Island; алеут. Avayax̂, Ауаяҳ) — необитаемый остров в составе Алеутских островов, Аляска, США.

## География
Входит в группу островов Семичи, которые в свою очередь входят в группу Ближних островов. К востоку находится остров Симия, к западу — остров Алаид, с которым Низкий периодически соединяется песчаной косой. Остров составляет около 5 км в длину, его высота над уровнем моря не превышает 51 м. Береговая линия — сильно изрезанная, включает в себя множество шхер.
В XIX веке русские торговцы мехом ввезли на остров лис, что уничтожило местную популяцию многих птиц. Последняя лиса была удалена с острова лишь в 1976 году. Сегодня на Низком гнездятся такие виды птиц как малая канадская казарка, камчатская (алеутская) крачка, тупики и др.